# Cacera de bruixes a l'Anoia
La cacera de bruixes a l'Anoia es posa de manifest a partir dels judicis que van tenir lloc a la comarca els anys 1607, 1608 i 1618, pertanyents a dos períodes històrics diferents de l'anomenada cacera de bruixes a Catalunya. En aquestes causes diverses dones, nascudes i residents a la comarca, van ser jutjades per exercir la bruixeria.
El 1607, en el primer judici, varen ser acusades Margarida Vila, de La Pobla de Claramunt, i Jerònima Fàbregues, àlies 'na Pagesa', de Quadra de Vilanova del Camí. Ambdues van ser denunciades pel seus veïns i veïnes, i jutjades pel tribunal de Batllia d'Igualada. No es coneix la sentència en cap dels dos casos. El 1608, les dones encausades varen ser Joana Hugueta, àlies 'Vidala', resident a Montmaneu, i condemnada al desterrament i Montserrada Figuera, resident a Piera, la causa de la qual va ser finalment desestimada. Aquest dos judicis cal situar-los en el context del període que va de l'any 1551 fins al 1614. En aquest període va tenir lloc la primera gran onada repressiva a les terres centrals i meridionals del Principat, en un context d'epidèmies i carestia.
Una dècada després d'aquest processos, entre el 1618 i el 1619 va haver un nou judici. En aquest cas, també va ser la justícia local qui es va encarregar de les causes, més concretament, el Consell municipal d'Igualada. Així, diverses dones d'Igualada, el nom de les quals desconeixem, van ser jutjades pel consell municipal d'aquesta vila. Tampoc es coneixen les sentències finals. A principis del segle xviii, coincidint amb un cicle de desastres climàtics, milers de dones van ser jutjades arreu de Catalunya, acusades de provocar pedregades i altres fenòmens i de causar la mort dels seus veïns i veïnes. Amb tot, el 1622, les autoritats virregnals es van encarregar dels centenars de processos oberts i van absoldre a les encausades. El 1618 es considera el zenit de la cacera de bruixes als Països Catalans.